# 1998 YK1
1998 YK1 är en asteroid i huvudbältet som upptäcktes den 17 december 1998 av Kleť-observatoriet i Tjeckien.
Asteroiden har en diameter på ungefär 4 kilometer.